# Angelika Kirchschlager

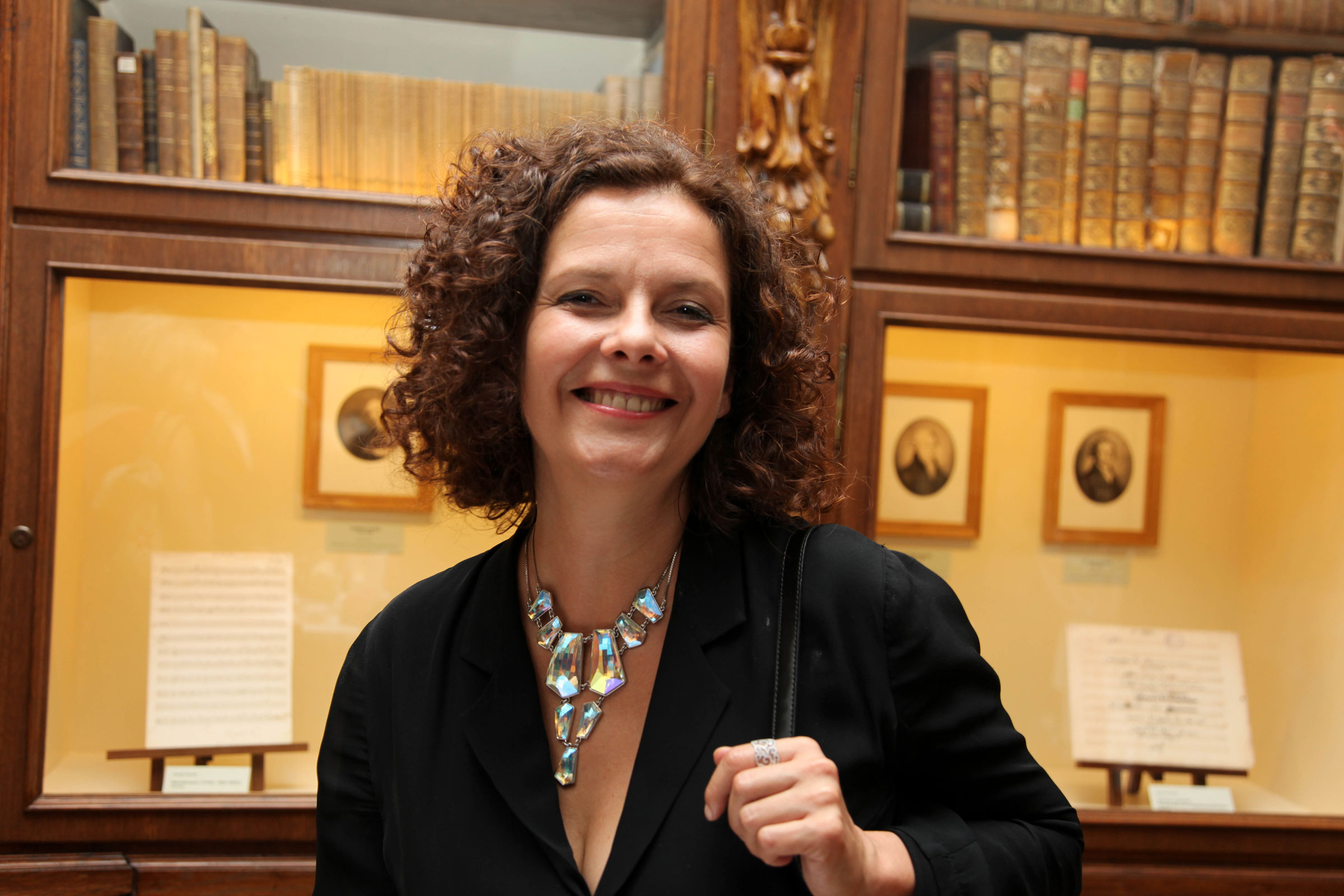
Angelika Kirchschlager, 2015

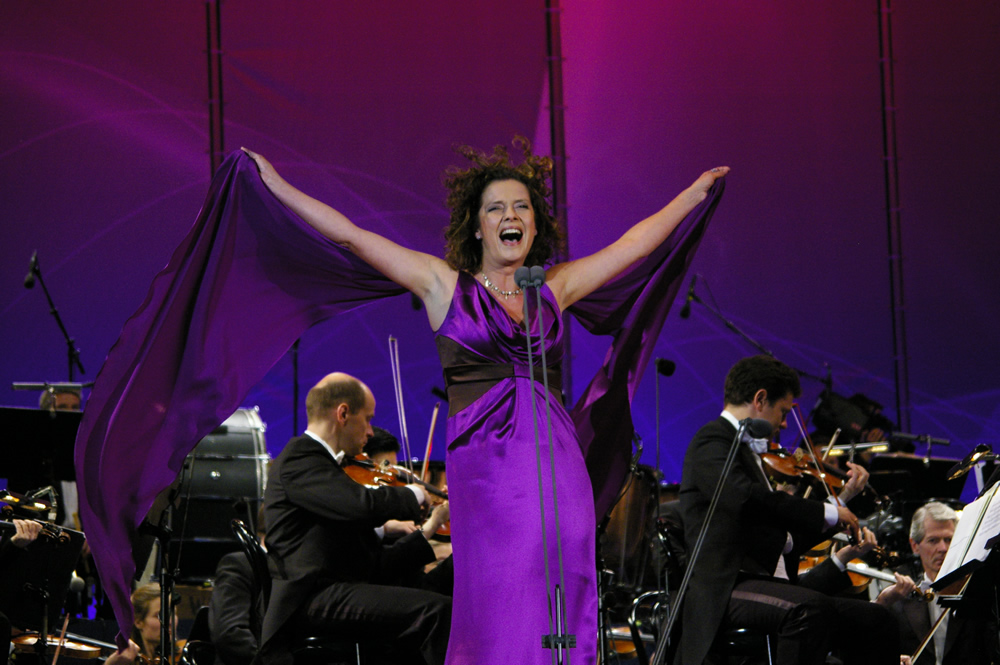
Angelika Kirchschlager 2008 bei der Eröffnung der Wiener Festwochen

Angelika Kirchschlager (* 24. November 1965 in Salzburg) ist eine österreichische Sängerin (Mezzosopran) und Gesangspädagogin. Sie ist auf vielen Opernbühnen der Welt zu hören, wirkt aber auch als Interpretin von Liedern und Oratorien.

## Leben

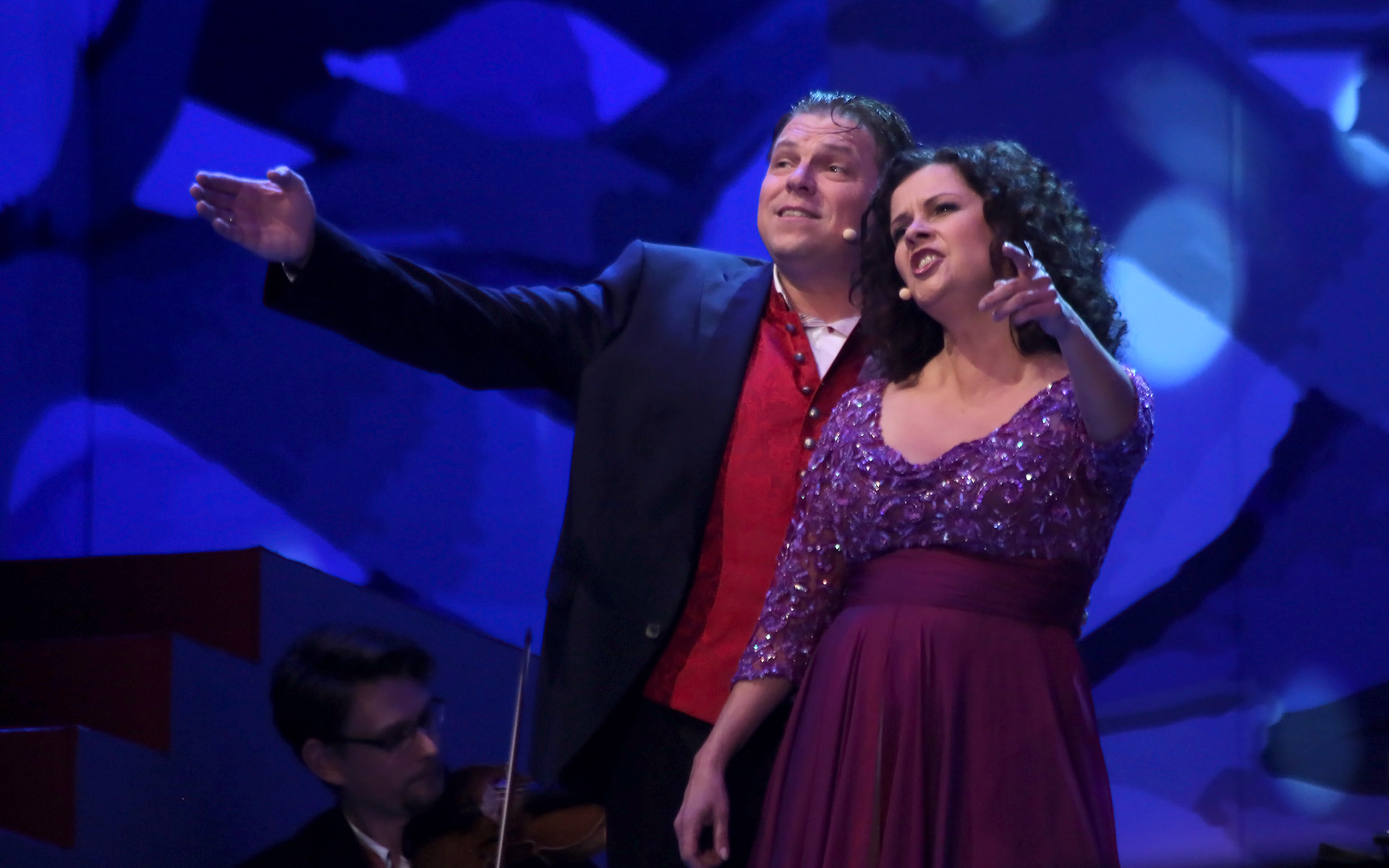
Kirchschlager mit Michael Schade 2013 bei der Eröffnung der Wiener Festwochen

Angelika Kirchschlager studierte zunächst Schlagzeug und Klavier am Mozarteum in Salzburg, 1984 begann sie ihre Gesangsausbildung bei Gerhard Kahry und Walter Berry an der Wiener Hochschule für Musik und darstellende Kunst. Erste Engagements führten sie bereits während ihres Gesangsstudiums an die Kammeroper Wien. 1991, am Ende ihrer Gesangsausbildung, gewann sie drei Platzierungen beim Wiener Belvedere-Gesangswettbewerb. Noch in demselben Jahr wurde sie für kurze Zeit Ensemblemitglied der Grazer Oper. 1993 wechselte sie als festes Ensemblemitglied zur Wiener Staatsoper, wo sie 1994 ihr Debüt als Cherubino in Mozarts Le nozze di Figaro gab.
Aufgetreten ist Kirchschlager bislang an bedeutenden Häusern wie der Mailänder Scala, dem Royal Opera House in London, der Metropolitan Opera in New York, der Opéra de Paris, der Opera La Monnaie/De Munt in Brüssel, der Wiener und Münchner Staatsoper, der Deutschen Oper Berlin, der San Francisco Opera, im Salle Pleyel und in der Cité de la musique in Paris, in Avery Fisher Hall und der Carnegie Hall in New York, der Boston Symphony Hall und dem Barbican Centre sowie der Wigmore Hall in London.
Großen Erfolg feierte sie 2002 in der Titelpartie und Uraufführung von Sophie’s Choice des britischen Komponisten Nicholas Maw am Royal Opera House in London. Weitere künstlerische Höhepunkte waren der DaPonte-Zyklus bei den Wiener Festwochen im Juni 2002 sowie ihre Engagements bei den Salzburger Festspielen: 2003 debütierte sie als La Muse/Nicklausse in einer Neuproduktion von Les contes d'Hoffmann, 1994 sang sie den Octavian im Rosenkavalier; 2006 erarbeitete sie bei den Salzburger Osterfestspielen mit deren Leiter Sir Simon Rattle die Mélisande in Claude Debussys Pelléas et Mélisande.
Kirchschlager hat mit zahlreichen bedeutenden Dirigenten wie Claudio Abbado, Bertrand de Billy, Sir Colin Davis, John Eliot Gardiner, Christopher Hogwood, James Levine, Kurt Masur, Riccardo Muti, Kent Nagano, Seiji Ozawa, Kurt Sanderling, Donald Runnicles oder Sir Simon Rattle  zusammengearbeitet.
Sie gibt außerdem regelmäßig Liederabende, u. a. seit 1994 bei der Schubertiade in Schwarzenberg; ihr bevorzugter Partner am Klavier ist Helmut Deutsch.
Als Solistin beim Festkonzert für Papst Johannes Paul II. unter Riccardo Muti am 13. Oktober 1998 war Kirchschlager die erste Frau, die je in der Sixtinischen Kapelle singen durfte.
Kirchschlager hatte von 2007 bis 2009 eine Gastprofessur am Salzburger Mozarteum inne, im Sommersemester 2011 bekleidete sie eine Stiftungsprofessur an der Kunstuniversität Graz, wo sie auch in der Folge mehrfach zu Gast war (u. a. für eine Masterclass im November 2012 sowie als Jury-Mitglied beim Internationalen Kammermusikwettbewerb Franz Schubert und die Musik der Moderne 2018). Im März 2020 trat Angelika Kirchschlager eine Professur am Institut für Gesang und Musiktheater an der Universität für Musik und darstellende Kunst Wien, ihrer ehemaligen Ausbildungsstätte, an. Für 2024 hat sie den weitgehenden Rückzug aus ihrer internationalen Bühnenkarriere angekündigt.
2013 unternahm sie gemeinsam mit dem deutschen Liedermacher Konstantin Wecker die Tournee Liedestoll durch Deutschland und Österreich, bei dem sie klassische Lieder und Lieder von Wecker vortrugen. Im selben Jahr erschien ihre Autobiografie Ich erfinde mich jeden Tag neu, aufgezeichnet für den Amalthea-Verlag von Achim Schneyder.
Kirchschlager lebt mit ihrer Familie in Wien. Aus ihrer Ehe mit dem Bariton Hans Peter Kammerer entstammt der 1995 geborene Sohn Felix Kammerer.

## Repertoire (Auswahl)
- Cherubino (Le nozze di Figaro)
- Octavian (Der Rosenkavalier)
- Komponist (Ariadne auf Naxos)
- Orlofsky (Die Fledermaus)
- Rosina (Il barbiere di Siviglia)
- Zerlina (Don Giovanni)
- Dorabella (Così fan tutte)
- Valencienne (Die lustige Witwe)
- Silla (Palestrina)
- Lauretta (Gianni Schicchi)
- Niklausse/Muse (Hoffmanns Erzählungen)
- Stéphano (Roméo et Juliette (Gounod))
- Peter Pan (Peter Pan)
- Idamante (Idomeneo)
- Mélisande (Pelléas et Mélisande)
- Hänsel (Hänsel und Gretel)
- Sophie (Sophie’s Choice)
- Ariodante (Ariodante)
- Aufstieg und Fall der Stadt Mahagonny (als „Jenny Hill“)
- Geschichten aus dem Wiener Wald (als „Valerie“)

## Diskografie
- Mahler, Alma Mahler & Korngold, Lieder – mit Helmut Deutsch (1997)
- When Night Falls. Wiegenlieder – mit Helmut Deutsch, Yuri Bashmet, Miguel Llobet, Roger Vignoles, John Williams und Steven Mercurio (1999)
- Berlioz, Huit Scenes de Faust Op. 1 – mit Jean-Paul Fouchécourt, Frédéric Caton und dem Orchestre Philharmonique de Radio-France Yutaka Sado (2000)
- Wiener Lieder aus den Kremser-Alben – mit den Philharmonia Schrammeln (2002)
- Bach, Missa in h-Moll – mit Barbara Bonney, John Mark Ainsley, Alistair Miles und dem Saito Kinen Orchestra unter Seiji Ozawa (2002)
- Vergnügte Ruh. Bach-Arien – mit dem Venice Baroque Orchestra (2003)
- Mozart, Le nozze di Figaro – mit Véronique Gens, Patrizia Ciofi, Lorenzo Regazzo, Simon Keenlyside und Concerto Köln unter René Jacobs (2004)
- First Encounter. Duette von Mendelssohn Bartholdy, Mendelssohn-Hensel, Schumann, Brahms, Dvořák – mit Barbara Bonney und Malcolm Martineau (2004)
- Women’s lives and loves. Lieder und Duette – mit Felicity Lott und Graham Johnson (2006)
- Händel, Arien aus „Ariodante“, „Giulio Cesare“ und „Arianna“, mit dem Basler Kammerorchester (2006)
- Dein ist mein ganzes Herz. Operettengesänge – mit Simon Keenlyside und dem Tonkünstler-Orchester Niederösterreich 2007
- Weihnachtslieder – mit Helmut Deutsch und dem Tonkünstler-Orchester Niederösterreich (2007)
- Schumann, Lieder – mit Helmut Deutsch (2010)
- Mahler, Lieder – mit Helmut Deutsch (2010)
- Brahms, Lieder – mit Graham Johnson (2010)
- Wolf & Strauss, Lieder – mit Roger Vignoles (2010)
- Joseph Marx, Lieder – mit Anthony Spiri (2010)

## Videos
- Mozart, Così fan tutte – mit Barbara Frittoli, Monica Bacelli, Michael Schade, Bo Skovhus & Alessandro Corbelli – Wiener Staatsoper 1996 – Riccardo Muti – Regie: Roberto de Simone
- Mozart, Don Giovanni – mit Adrianne Pieczonka, Anna Caterina Antonacci, Michael Schade, Carlos Alvarez, Ildebrando d’Arcangelo & Lorenzo Regazzo – Wiener Staatsoper 1999 – Riccardo Muti – Regie: Roberto de Simone
- Maw, Sophie’s Choice – mit Gordon Gietz, Rodney Gilfry & Dale Duesing – Royal Opera House, London 2002 – Sir Simon Rattle – Regie: Trevor Nunn
- Strauss, Der Rosenkavalier – mit Adrianne Pieczonka, Miah Persson, Franz Grundheber & Franz Hawlata – Salzburger Festspiele 2004 – Semyon Bychkov – Regie: Robert Carsen
- Händel, Giulio Cesare – mit Danielle de Niese, Sarah Connolly, Patricia Bardon & Christopher Maltman – Orchestra of the Age of Enlightenment – Glyndebourne Festival 2005 – William Christie
- Mozart, Le nozze di Figaro – mit Annette Dasch, Rosemary Joshua, Pietro Spagnioli & Luca Pisaroni – Concerto Köln – Théâtre des Champs-Élysées 2005 – René Jacobs – Regie: Jean-Louis Martinoty
- Humperdinck, Hänsel und Gretel – mit Diana Damrau, Elizabeth Connell, Anja Silja & Sir Thomas Allen – Royal Opera House, London 2008 – Simon Toyne – Regie: Moshe Leiser & Patrice Caurier

## Auszeichnungen
- 1993: Goldener Mozart-Ring der Mozartgemeinde Wien[17]
- 2007: Österreichische Kammersängerin
- 2000, 2005 und 2010: Echo-Klassik-Preisträgerin in der Kategorie Liedeinspielung des Jahres
- 2005: Grammy Award als Principal Artist für „Le Nozze di Figaro“
- 2009: Ehrenmitglied der Royal Academy of Music
- 2013: Europäischer Kulturpreis[18]
- 2013: BBC Music Award für „Liszt - The Complete Songs“[19]
- 2014: Von der Tageszeitung Die Presse in der Kategorie Kulturerbe zur Österreicherin des Jahres gewählt.[20]
- Ehrenmitgliedschaft der „European Voice Teachers Association (EVTA)“
- 2016: Österreichischer Musiktheaterpreis in der Kategorie Beste weibliche Nebenrolle für die Darstellung der Valerie in Geschichten aus dem Wienerwald  von HK Gruber am Theater an der Wien[21]